# 河北はるな
河北 はるな（かわきた はるな、1996年〈平成8年〉2月20日 - ）は、日本のAV女優。クローネ所属。

## 略歴
2016年7月、ケイ・エム・プロデュースのレーベル「million」の専属女優としてAVデビュー。
2016年10月19日の公式ブログで、11月いっぱいで「million」専属が終了することを発表。以降は企画単体女優として活動。
2019年7月16日、約2年休業していたことと7月からAV女優に復帰したことをツイート。
2020年4月、パラダイステレビの女子アナウンサーに就任。
2023年5月22日週FANZA動画フロアランキングにて、出演した『BAZOOKA 冬の大感謝セール コスパ最強ノーカットベスト爆乳限定2749分』（BAZOOKA）が1位を記録。

## 人物
千葉県出身。
趣味はお買いもの、特技はネイル。
星美りかに憧れてキャバ嬢からAV女優となった。

## 出演作品

### アダルトDVD
- 新人 AVデビュー 河北はるな 都内某キャバクラ店で2年連続場内指名No.1のはるなちゃんが星美りかに憧れAVデビュー!!（7月8日、million）
- ピタコス☆（8月12日、million）
- もしも河北はるなが僕の彼女だったら…（9月9日、million）
- 超絶快感尽くしの回春マッサージ（10月14日、million）
- たっぷり焦らして童貞君を最高の射精で筆おろし（11月11日、million）
- マジックミラー号がイク!? 北関東3県対抗県民性調査!! 茨城・水戸の負けず嫌い女子ナンパ編（12月22日、SODクリエイト）他出演:水谷心音、桃瀬ゆり、青木真奈美
- ひたすら絶頂 ひたすらシリーズ No.010（12月23日、プレステージ）
- この女、犯してやる…。 「もう、許してっ!これ以上されたら…私、人じゃなくなっちゃう…」 Fカップの美乳お嬢様は媚薬セックスの虜となり、性獣たちの檻に投げ込まれた…。性交玩具として調教され、肢体も精神も汚し尽くされた彼女は疼く子宮に翻弄されるマゾ奴隷に堕ちる…。（12月25日、オーロラプロジェクト・アネックス）

- 法事で帰った実家で夫の親戚たちに酔わされ輪姦された喪服妻（1月6日、ナチュラルハイ）他出演:松下美織
- 羞恥! 男女混合全裸精密検査 同僚が見ている前で体の穴という穴と乳房をじっくりと調べられる女子社員（1月6日、サディスティックヴィレッジ）共演:雛森みこ、小谷みのり、高城アミナ
- レ○プWelcome娘 夜勤ナースの無防備なパンチラ、そして過剰なスキンシップ!「こいつ誘ってんのか?」と思ってガマンできずレ○プしたらやっぱり自分から腰をふり始めて喜んで中出しまでさせてくれた!（1月6日、サディスティックヴィレッジ）他出演:雛森みこ、小谷みのり、高城アミナ
- 素人お嬢さんが挿入事故防止のうすーい前貼り付けてぬるぬるソープ体験! 摩擦で取れてるのに気付いてないから生マ●コをガン見してそのままズボッと挿入!（1月6日、DIY）他出演:小西まりえ、西内るな、内川桂帆 ほか
- マジックミラーの向こうには同い年の旦那! 二十歳の幼な妻がお金のために寸止め電マゲームにチャレンジ!?極限寸止めからの終わらないイカセ地獄に旦那が近くにいるのに「もっとイカセて…」強烈デカ○ンピストンに仰け反り即イキ!連続絶頂SEXでがっつり中出し!!（1月6日、DOC）※「ゆきな」名義　他出演:ゆうか、まゆこ
- パンパンに腫れ上がった金玉の吐精処置を耳打ちお願いしたら清楚なマドンナ看護師がまさかの丸呑みジュボ吸引! ドッピュっと出た特濃精子の臭いに興奮した彼女がザーメンまみれのチ●ポを生挿し懇願!（1月13日、SCOOP）他出演:内川桂帆、西内るな、小西まりえ ほか
- マジックミラー号 2017年新春! 初詣に来た友達同士の男女がお年玉進呈ウキウキ野球拳!! 全裸になって2人きりになったら火が点いて開運姫始め!（1月19日、SODクリエイト）※「さら」名義　他出演:けいこ、さゆり、みさき
- 母親は混浴風呂で久しぶりの他人棒に興奮… さらに母親の不貞姿に興奮した純朴娘も我慢出来ずに親子同時3Pセックス! 2（1月20日、DOC）共演:三島奈津子　他出演:姫川ゆうな、最上晶
- 部活帰りのJKナンパ! PART5 〜青春の香り嗅がせて下さい〜（2月3日、DOC）※「りさ」名義　他出演:まりこ、りみ、みさき、けい、まい、さとみ、みく、さとみ
- GET!!スピンオフ ヤリマンワゴンが行く!! ハプニング ゴーゴー!! 河北はるなとリズの珍道中であいのりGET!!（2月7日、桃太郎映像出版）共演:鈴木リズ
- 彼氏持ちの女子大生限定!! 大好きな彼氏にバレないように… 人生初のおもちゃ体験 初イキ体験 潮吹き体験 “アヘ声”我慢ゲームに挑戦してみませんか??（2月7日、ナンパJAPAN）※「みさと」名義　他出演:なおみ、ももこ、まや
- 結婚式2次会寝取りナンパ カップルで参加していた泥酔美女を彼氏の目の前でラブホ持ち帰りしたパーティー記録映像（2月7日、ナンパJAPAN）※「しずか」名義　他出演:うみ
- 「若い子は素直だから」とか透けて見えるょ（2月10日、バルタン）
- 「きつつきフェラ No.5」 〜精液捕獲のリズミカルな前後ストロークは餌を求めるキツツキの如く〜（2月17日、SEX Agent）他出演:北川エリカ、神納花、三島奈津子、宮沢ゆかり、夏樹まりな、二階堂ゆり
- 相互愛撫手コキ III 〜膣いじりによがりながらも男を求める利き腕が止まらない女達〜（2月17日、SEX Agent）他出演:北川エリカ、倉多まお、宮沢ゆかり、裕木まゆ、夏樹まりな、二階堂ゆり、葉山めい
- さきっちょ集中!亀頭フェラ部員 2 〜精液がだらしなく垂れっぱなしなのは、このコ達の舌のせい〜（2月17日、SEX Agent）他出演:神納花、神ユキ、三島奈津子、宮沢ゆかり、夏樹まりな、葉山めい、二階堂ゆり
- 巨乳素人娘達のスケ乳首!! 親友対決! ブラジャ〜早脱ぎ競争!! 7（2月25日、はじめ企画）※「りさ」名義　共演:さな　他出演:みく、まい、さや、あすか
- 禁断介護（3月1日、グローリークエスト）
- 相席居酒屋でナンパした仲良し2人組をお持ち帰り。コソコソHしていると隣の部屋にいるガードの堅い女友達はヤラせてくれるか【其の14】（3月1日、変態紳士倶楽部）共演:心花ゆら　他出演:斉藤みゆ、清本玲奈
- マジックミラー号 高学歴女子大生がラップ越しスマタ体験で赤面! 激ボッキチ○ポに耐え切れずラップが破れてうっかり生挿入! in池袋（3月2日、SODクリエイト）※「りさ」名義　他出演:まき、ゆき、あやか、かえで、ありさ、れいな、しずか、あみ、はる
- 普段は地味だがエッチはド派手!!上司と社内不倫している隠れ巨乳の地味子ちゃんを寝取っちゃった俺（3月2日、アキノリ）他出演:水城奈緒、白石りん
- 「ワザとか?偶然か?作業中ずぅ〜っと股間を密着させる職女(美容師/看護師/エステティシャン)に思わず勃起した時の対処法教えます」 VOL.1（3月2日、DANDY）他出演:佐野あおい、しほのちさ
- JK vs 童貞 「僕のオナニーを手伝ってください!」（3月3日、DOC）他出演:羽田美夢、石原恵麻、今宮いずみ、姫川ゆうな、北川ゆず、橋口りおな、矢澤美々
- 即入れ種付けをズ〜〜っとやりっぱなしの85分間14発勝負（3月3日、NON）
- 超絶倫巨乳少女! 3 突然出来た妹は超ヤリマン女子校に通う女子校生! いつも超無防備無警戒だからパンチラ胸チラ乳首チラしまくりでボクは毎日勃起しまくり!しかも恥ずかしながらちょっとボクのおちんちんは大きくて勃起を隠しきれません!結局バレてしまいヤバい!と思ったらボクのデカチン勃起にまさかの発情!我慢できなくなってボクのデカチ○ポに貪りついてきた!とにかく妹は腰を振って腰を振って所構わずヤリまくってくるのです!!何度も何度も強制的に妹の中で発射させられボクのチ○ポが勃起しなくなるまで何度もヤラレちゃいました!【※もう何回イカされたか分かりません!!】（3月7日、Hunter）他出演:涼海みさ、久我かのん、桜咲姫莉、河音くるみ
- 憧れの母性溢れるデカ乳義母に欲情した童貞息子が優しいパイズリを懇願!柔らかな胸に挟まれて勃起が止まらずまさかの生チ○ポ挿入!大きなオッパイ揺らしながら早漏過ぎて何度も中出し!（3月10日、V&R PRODUCE）他出演:江上しほ、芦名ユリア、浜崎真緒
- 若い夫には出来ないオレたち中高年のシツコイ責めに狂わされたネトラレ妻（3月13日、HERO）
- 旦那が居ぬ間に溜まった性欲を発散する人妻を目撃!?彼女の本気のオナニーに興奮し見入っていると目が合ってしまい…（3月17日、DOC）他出演:りこ、れいな
- 何度イっても離れない! しつこい媚薬すっぽんクンニで痙攣イキする敏感JK（3月18日、ナチュラルハイ）他出演:朝比奈ゆめの、美月るな
- 100%完全ガチ交渉!噂の素人激カワ看板娘×PRESTIGE PREMIUM 01（3月24日、プレステージ）他出演:黒木なつみ、蒼あん、萌なつみ
- 挑発的チラリズムコレクション（3月25日、アロマ企画）他出演:星空もあ、柊さき、枢木みかん、あゆな虹恋
- おじさん達に弄ばれるムチムチな変態ドM妻は、ノーマル夫には満足できない（3月31日、NON）他出演:柑南るか
- 美人OL専門中野区にある患者の極所ツボを突き必ず痙攣失禁させる施術院 3（4月1日、変態紳士倶楽部）他出演:花咲いあん、麻里梨夏 ほか
- 『ダメ!やっぱり裏切れない!あッダメ!挿っちゃう!擦り付けるだけの約束でしょう!』 酔いつぶれて寝ている親友の隣で、その親友の彼女と素股でヌルっと生挿入&生中出し! 親友カップルとボクの家で宅飲みしていたら酔い潰れて親友が寝てしまった!!寝てる親友を尻目に親友の彼女と二人飲み!彼氏の愚痴なども聞きながらお酒を飲んでいると段々といい雰囲気に!!思い切ってキスしたら驚いていたけどイヤではない様子。親友には悪いと思いながらそのまま酔いにまかせて『SEXイケる!』と思ったら挿入直前で『ダメ!やっぱり裏切れない!』とまさかのストップ!『擦り付けるだけならいいよ』というから素股させてもらいました!!でも、気持ちよくて腰の動きを早くしていたら股間が濡れて来てスルっと生挿入!!『擦り付けるだけの約束でしょう!?』というけどもう止まりません!!結局、彼氏の横で何度も生中出ししちゃいました!!（4月7日、Hunter）他出演:玉木くるみ、逢沢るる ほか
- 接吻サロン・オムニバス（4月13日、アロマ企画）他出演:相澤ゆりな、柊さき
- 妊娠女子校生援○交際なまなかだし10連発 CASE004（4月14日、REAL）
- 媚薬生ハメ! 淫乱神乳! キメセクしちゃいました! 可愛いロリ顔なのに媚薬を飲まされ理性ぶっ壊しのイキまくり中出しオナドール（4月19日、チキチキカマー）
- 【証言】 やっとの思いで会社で一番の美人と結婚しましたが、同僚の男たちに会社内で寝取られました。（4月20日、アキノリ）他出演:二宮和香、小野寺梨紗
- はじめての固定バイブ生電話 美人な奥様たちにエッチなゲームしながら旦那様に電話してもらいました!（4月21日、DOC）※「りさ」名義　他出演:けいこ、ことは、まき、まい、あさみ、ゆき、なおみ、はるか
- 施術中エステティシャンまるごと全員に種くばり（4月25日、ZUKKON/BAKKON）共演:宮沢ゆかり、栗原るい、北村玲奈、小西まりえ、中川絢音、丸山れおな、立花まゆ、青木真奈美
- 清楚で巨乳なあの子は淫乱娘 潮吹き少女はイクときはアヘ顔で中出しをおねだり◇はるなちゃん（4月28日、MERCURY）
- 1人カラオケ店の個室で痙攣絶頂して何度もイキ果てる池袋JKオナニー盗撮（5月1日、変態紳士倶楽部）他出演:月本愛、花咲いあん、あけみみう、AIKA ほか
- うちの妻にカギってと思ってたのに、よりにもよって変態オヤジに弄ばれた俺の妻（5月5日、アウダーズジャパン）他出演:藤川れいな
- 最高級AV女優在籍SEX回春リフレクソロジー Vol.002（5月12日、BAZOOKA）他出演:星空もあ、真田美樹、早川瑞希
- いつでも射精できる! 抜きやすい挑発パンチラコレクション 2（5月13日、アロマ企画）他出演:浜崎真緒、あゆな虹恋、阿部乃みく、生駒はるな、篠田ゆう
- 「起きろ…オレ!」 寝落ちしたボクだけが知らなかった、結婚間近の彼女と一緒に参加したバイト先の飲み会寝取られ映像。（5月19日、お夜食カンパニー）他出演:あおいれな ほか
- ゴルフサークル補欠の下手っ糞 りさちゃん19歳 パンシミ淫レッスン（5月25日、クンカ）※「りさ」名義
- 性格良しAV女優貸します。 Vol.002（5月26日、BAZOOKA）他出演:宮崎あや、早川瑞希、小谷みのり
- ラグジュTV×PRESTIGE PREMIUM 06（5月26日、プレステージ）※「青木玲奈」名義　他出演:香織、桜、高橋由美、木下りさ、川瀬明日香、佐藤麻里子、佐伯薫、竹原ゆり、宮沢笑美
- 通りすがりのAV女優 06 全員Fcup底なし性交編（5月27日、HMJM）他出演:桜咲姫莉、森高かすみ
- 会社の慰安旅行で温泉に来ている同僚の男女に大浴場で裸で2人きりの過激ミッションをしたら、セックスまでしてしまうのか?（6月1日、アイエナジー）他出演:ひなた、れいな、ちひろ、ゆな
- 快感我慢してマ○コを締めろ! 第1回ノーパンローターぶらぶらブラ下げ膣圧相撲対決（6月1日、はじめ企画）※「みゆ」名義　共演:さな　他出演:れな、さき、ななみ、さやか
- あどけなさ残る美少女と、ぬくもり感じる胸キュンSEX（6月1日、S-Cute）他出演:小泉麻里、心花ゆら、水樹くるみ、小池奈央、涼海みさ
- 見慣れているハズの姉ちゃんの下着姿にまさかのフル勃起。そのムスコを面白半分に弄っていた姉ちゃんが、俺以上に欲情してムスコを骨抜きにするほど弄ばれた。（6月2日、NON）他出演:咲坂花恋、藤川れいな、百合華、黒木澪、一条綺美香
- これも寝取り?? 結婚2年目になる超まじめな妻。そんな妻が私に見せたことの無いいやらしい顔で乱交に興じているビデオを見つけてしまった!!（6月7日、お夜食カンパニー）他出演:芦名ユリア、水城えま、涼海みさ
- 1vs1 ノーカット初撮りS級素人1発勝負SEX VOL.003（6月9日、S級素人）他出演:葉月もえ、内川桂帆 ほか
- 「あっ!ナマで入っちゃった!」 凄テクオイル素股でチ○ポをマ○コに擦りつけてたら思わずフル勃起からの生挿入! 本番禁止のはずなのに生中出しSEXまでしちゃった4人の癒し系美巨乳デリヘル嬢（6月15日、グローリークエスト）他出演:美咲かんな、三島奈津子、笹倉杏
- 巨乳限定女性上位交尾 〜遮るものは何も無い。揺れ弾むおっぱい女体が最も輝く体位〜（6月16日、SEX Agent）他出演:尾上若葉、倉多まお、三島奈津子、浜崎真緒、森はるら、日比乃さとみ、二宮和香、かなで自由、春川なのは
- 春から女子大生になった僕の彼女の寝取られ映像 東京の大学に行くために上京した彼女がサークルの飲み会でお酒を飲まされ泥酔状態のまま先輩たちに中出しされていた… in某大学公認サークル「○○○研究会」（6月18日、ディープス）※「ゆうな」名義
- 早漏イクイク女子校生 8（6月19日、ムーディーズ）
- 図書館スカート巾着拘束固定媚薬バイブ中出し痴漢（6月19日、アパッチ）他出演:日比乃さとみ、斉藤みゆ、夏原あかり ほか
- 大好きな兄の結婚前の家族旅行で婚約者とのセックスを見てしまった妹が寝取ってカニばさみでロックして中出し!（7月6日、アイエナジー）他出演:れいな、ひなた、ちひろ
- 一般人カップル×真正中出し×連続射精ゲーム 中出し1発10万円! 愛する彼氏の目の前でイケメン・デカチン・童貞くんetc. 次々と現れる寝取り男との連続セックスに挑戦! ストップ掛ければ終了だけど「もっといっぱい突いて!」生ハメが気持ち良すぎて真正中出し合計20発!（7月6日、SODクリエイト）※「みゆ」名義　他出演:れな、まな
- 清純な彼女のエッチな好奇心（7月13日、S-Cute）他出演:北川ゆず、逢月はるな、唯川希、篠宮玲奈、水樹くるみ
- 神エクスタシー（7月14日、REAL）
- 禁断のポルチオ&スペンス乳腺アンチエイジングオイルマッサージ店ガチ盗撮（7月14日、SCOOP）※「まい」名義　他出演:あい、まき、まりこ
- 毎晩自らオイルマッサージに励むデカ乳姉をこっそり覗く童貞弟が母性溢れる巨乳に我慢できずまさかのSEX懇願! 人生初の筆下ろしに焦る弟を姉が優しく馬乗り生挿入! 近親相姦にも関わらず早漏過ぎて何度も中出し!（7月14日、V&R PRODUCE) 他出演:浜崎真緒、蓮実クレア、森はるら
- 突然パンチラで挑発されてこっそりシゴいちゃった僕。 その14（7月25日、アロマ企画）他出演:桜木優希音、小谷みのり、咲坂花恋、水嶋アリス、水谷あおい
- ゲスを極めたパイズリマニア男の挟射17発!!（7月28日、REAL）他出演:若菜奈央、三島奈津子、倉多まお、西條るり、澁谷果歩、羽月希、二階堂ゆり、さとう愛理、水澤りこ、水城奈緒、桜ちなみ、三原ほのか、吉川あいみ、かさいあみ、泉ののか、成海さやか
- 89センチFカップ!! 巨乳素人妻遙さん（8月1日、AV）※「北川遙」名義
- 自然体で感じる姿がエロ過ぎる女の子（9月1日、S-Cute）他出演:月本愛、泉ののか、夏希みなみ、加藤みゆ紀、伊東真緒
- 覚えたての快感。 色白で控えめな彼女の奥ゆかしいエッチ体験（10月1日、S-Cute）他出演:佐々木ひな、愛瀬美希、西野いろは、関根奈美
- ラグジュOL ランチタイムにAV出演する働くオンナたち VOL.003（11月10日、BAZOOKA）他出演:宮崎あや、生駒はるな、早川瑞希
- AV女優 裸コレクション 第六弾（11月10日、V&R PRODUCE）他出演:推川ゆうり、麻里梨夏、なつめ愛莉、斉藤みゆ、卯水咲流、宮沢ゆかり、春原未来、芦名ユリア、神波多一花、日比乃さとみ、桃瀬ゆり、成宮いろは、愛咲えな、紗々原ゆり、小川桃果、西尾れむ、笹倉杏、八ッ橋さい子、西園さくや

- 生中出しヤリマンギャルビッチ Vol.002（1月12日、BAZOOKA）他出演:白咲ゆず、うさぎ美優、蓮海まりな
- 「この娘…犯したい…」 VOL.009 清楚系美少女の制服姿に勃起を抑えられず襲撃する―（2月9日、BAZOOKA）他出演:星奈あい、夏乃ひまわり、鈴代えな

- 禁断のヌルヌル高速デトックス騎乗位で最高の射精に導くランジェリーメンズエステ（10月4日、DOC）他出演:玉木くるみ、三船かれん、雪美千夏
- フロントホックブラ誘惑 3 向かいの部屋の巨乳美女をこっそり覗いていると、恥じらいながらもフックを外し、僕を誘惑し始め…理性を失った僕は誘われるがままその豊満なおっぱいをこれでもかと味わい尽くした日の話。（10月4日、DOC）他出演:葉山夏菜、望月あやか、野々原なずな
- 生中出し巨乳制服美少女 Vol.009（10月11日、BAZOOKA）他出演:森本つぐみ、野々原なずな、花宮レイ
- 乳神様クラスの美巨乳若妻と童貞くんが狭いお風呂で二人きり!? 『おっぱいが当たっちゃいそう…』 デカパイにフル勃起するオチンチンを目の前に奥様もたまらず発情! そのまま生ハメ筆下ろし! 連続中出しで何回もイカされちゃいました!!（10月25日、DOC）他出演:深田結梨、桜庭ひかり、美園和花
- レンタル彼女。×PRESTIGE PREMIUM 06（11月1日、プレステージ）他出演:初美りん、高梨ゆあ、加瀬ななほ
- もうイってるってばぁっ! 家事代行サービスで派遣されてきた美人お手伝いさんの弱みに付け込み追撃ピストン強制中出し! 2（11月1日、DOC）他出演:野々原なずな、望月あやか、桜庭ひかり
- 常に腋見せフェチイメクラ Vol.002（11月1日、ONEZ）
- ボクのペットは可愛い子猫ちゃん! 子猫ちゃんはとてもお行儀が良く、躾もしっかり!猫砂の上でちょっと恥ずかしそうにオシッコもします。しかも、とっても甘えん坊でボクにすり寄ってきては顔や体をペロペロ舐めてくるので、「オシャブリ♥」と言うとボクの勃起チ●ポを美味しそうにしゃぶってくれます。さらにカラダ中をナデナデ撫で回してやると、すごく気持ち良さそうにしてスケベな眼差しでこちらを見つめるので、ヌルヌルのアソコに挿入してあげると、嬉しそうに喘ぐから激しく突いてやると大はしゃぎ!可愛い声で鳴いて色んな体位を求めてきます!（11月7日、ゴールデンタイム）他出演:生田みく、天月叶菜、涼城りおな
- 巨乳女子大生の皆さん! 童貞君にすご〜くHなおっぱいフルコース素股してくれませんか? おっぱいぱふぱふ・バブみ授乳・巨乳窒息だいしゅきホールド・おっぱい縦揺れ素股でギン勃ちち●ぽがヌルッと入って童貞卒業生中出し!（11月8日、赤面女子）他出演:深田みお、野々原なずな、柊るい
- 『口の中に出した大量精子…吐き出したら中出ししちゃうからね』 大勢の男に犯される若妻たち（11月19日、お夜食カンパニー）他出演:河北麻衣、涼川えいみ、桐山結羽
- 「女性用アダルトグッズを体験してもらう簡単なお仕事です」 感じすぎた奥様がガニ股騎乗位でケダモノに!!（11月21日、コスモス映像）他出演:ちかげ
- 偶然覗いたトレーニング巨乳美女が汗だくの神エロすぎるカラダを見せつけ誘惑してきたので…（11月22日、DOC）他出演:美園和花、深田結梨、桜庭ひかり
- 全裸NTR授業 DQNな生徒に弱みを握られ羞恥という名の快楽を肉体に教えこまれた女教師（12月1日、Fitch）
- 年上美人の下着を物色中「こんな年増女の下着で欲情するの?」と…女として見られる悦びからか「本当に私なんかでいいの?」と欲求不満な身体で精液搾取 3（12月6日、DOC）他出演:彩奈リナ、野々宮蘭、有花もえ
- Let's★Party! NONSTOP! ヤリマン乱交忘年会24H（12月13日、S級素人）共演:琴音芽衣、悠月リアナ、深田みお
- 生中出しアイドル枕営業 Vol.005（12月13日、BAZOOKA）他出演:富田優衣、みひな、八尋麻衣
- 銀河級美少女在籍!社長秘書イメクラPREMIUM Vol.002（12月13日、宇宙企画）他出演:今井夏帆、森本つぐみ
- 一回だけだよ…? 身体が敏感に反応するこたつでの浮気エッチ（12月13日、ヒメゴト）他出演:真田みづ稀、桜庭ひかり
- 強引鬼イラマで喉マ○コを激しく突かれて興奮し、何度も嬉ションしてしまう脳イキドM女（12月20日、DOC）他出演:梨々花、高杉麻里、月宮こはる
- 妻の浮気を知った日から、目の前でSEXをさせるまでの寝取らせ記録映像―01。（12月25日、マドンナ）
- 満員電車で男子学生集団の3分間イカせゲームに巻き込まれ立てなくなるほど連続アクメさせられた女（12月26日、ナチュラルハイ）他出演:七星ここ、星川凛々花
- 夫に内緒で他人棒SEX 「実は主人の精液も飲んだことないんです」 30歳すぎて初めての精飲 拡大版 敏感潮吹き妻 はるなさん30歳（12月26日、コスモス映像）
- 真夜中に彼氏と喧嘩してスマホも持たず途方に暮れている ノーブラパジャマ女子は果たしてスケベなのか徹底検証してみた件 Vol.001（12月27日、S級素人）他出演:河北恵美、高坂あいり
- 近親相姦兄妹 親の目を盗み3日に1回はセックスしてると言い放つ異常性愛者のキ○ガイ兄妹（12月28日、JUMP）

- 夫が喫煙している5分間で3発以上義父に中出しされて子供ができるほど毎日10発以上孕ませられている清廉妻 Vol.2（1月3日、DOC）他出演:永野つかさ
- 食品工場で短期バイトをしている気弱な女子○生に男性従業員がセクハラしまくった一部始終。（1月7日、お夜食カンパニー）他出演:桜庭ひかり、琴音芽衣、上川星空
- 「女上司に惚れられ過ぎて彼女がそばにいるのにコソコソ誘惑(胸チラ/尻見せ/超密着)されてヤられた」 VOL.1（1月9日、DANDY）他出演:大浦真奈美、森本つぐみ
- 終電を逃した酔っ払った同僚とホテルで相部屋に…あまりの無防備な姿に我慢出来なくなって… Vol.001（1月17日、S級素人）他出演:佐藤りこ、新田みれい
- いい歳した社会人の私が隣に住む一人暮らしの年下女子大生に弱みを握られてから3ヶ月が過ぎようとしています（1月17日、ヒメゴト）他出演:美保結衣、望月あやか
- 人妻の浮気心（2月1日、人妻援護会）
- 混浴温泉でタオル越しに触られ授乳期を終えたふわふわ乳首をカチカチにして感じる敏感妻（2月6日、ナチュラルハイ）他出演:松坂美紀、葵百合香
- 一般男女モニタリングAV 性のお悩み相談室出張特別編! 旦那では満足できない絶倫巨乳妻が生まれて初めての逆ナンパ体験! 4 童貞○校生をラブホテルに連れ込み2人っきりで1発10万円の抜かずの連続射精筆おろしに挑戦! 旦那のフニャチンとは違う男子○校生の爆発寸前フル勃起チ○ポに素人妻はのけぞるほどにイキまくり! 溜まりに溜まった2人の性欲がぶつかり合ったら1発限りでは収まらない連続中出し! 4組合計16発!（2月7日、ディープス）他出演:高槻れい、かなで自由、岩沢香代
- あなた、許して…。 －初めての妊活－（2月7日、アタッカーズ）
- むっちり巨乳制服ママリフレ Vol.003（2月7日、ONEZ）
- 超肉食の競泳水着女子だらけのシェアハウスに男はボク一人! ボクが入居したシェアハウスは、スポーツ好きな女子だらけで男は運動音痴なボク一人だったのです!しかも、水泳好きな女子たちだらけで、競泳水着の体のラインがエロすぎ!ついつい勃起してしまったら、彼女たちはボクのチ○ポに我慢できず次々と襲ってくる超肉食系の女子たちなのでした。「通勤で汗を流すのもいいけど、セックスの方が気持ちいいから毎日しよ、もちろん中で出していいから」なんて言われ毎日彼女たちと中出しセックス三昧の日々に…!（2月19日、Hunter）他出演:桜庭ひかり、海空花、白瀬ゆきほ、七菜原ココ、紗々原ゆり、雪美千夏、望月あやか、黒崎さく、大浦真奈美 ほか
- オフィスに来る『働く巨乳美女』に媚薬を盛って強姦発情!!いたるところで異物オナニー!イキ漏らし!男たちに何をされても悦ぶ!全身性感帯全開アクメ!（2月19日、アパッチ）他出演:富井美帆、望月あやか、大浦真奈美 ほか
- 「おっぱい当たってますけど…」入浴中の巨乳義母に我を忘れて中出ししまくった僕! 「家のこと大変でしょ?」キャリアウーマンの嫁が出張中、嫁の母親が面倒を見にやってきた。密かに好意を抱いていた僕は嬉しくて心の中でガッツポーズ。胸の谷間やパンチラ連発の無意識誘惑にムラムラ。こっそり風呂を覗いている僕に気づくとオナニーを見せつけてくる神対応!「一緒に入らない?私が洗ってあげる!」体に大きな胸が当たりまくりでフル勃起。我慢できずに爆乳を揉みまくってズッポリ生挿入する禁断の近親相姦に突入!!（2月19日、ヴィーナス）
- 痴漢師に満員電車の中で下着姿にされ見られる羞恥で抵抗できない敏感女 2（2月20日、ナチュラルハイ）他出演:花宮レイ、上川星空、藤森里穂
- この雰囲気、押せばヤラせてくれるかも?! 「お願いおっぱい揉ませてっ!!」「お尻触らせてっ!!」「先っちょだけ入れさせてっ!!」なりふり構わず土下座で懇願っ!! ハメたいスケベ男と、それをさらりとかわすしたたかな女達の挿入を賭けた熱い戦いっ!! ラウンド3（2月28日（レンタル）/3月6日（セル）、LEO）他出演:稲場るか、梨々花
- 旅行先で黒人とまさかの相部屋 デカマラNTR旅館（3月1日、Fitch）
- 檻の中の令嬢（3月7日、アタッカーズ）共演:葉月もえ
- 誰もが憧れる超絶美人の先生が授業中にリモコンバイブで大量失禁! なんでかって?先生のある秘密を知ってからボクの言いなりなんです!いつでもどこでもボクの性奴隷なんです!!夢の童貞喪失どころか、イケてる男子生徒が羨む程の性体験できちゃいました!!!（3月7日、ゴールデンタイム）他出演:桐山結羽、七海ゆあ、聖星姫花
- 本物全裸素人 局部パーツ接写&アクリル板に圧着ファイル（3月13日、S級素人）他出演:牧村柚希、滝沢ななお、悠月リアナ、深田みお、琴音芽衣、佐知子、海空花、倉多まお、星空もあ、愛華みれい、八乃つばさ、葵百合香、葉月桃、真田みづ稀、みひな、神野ひな ほか
- エロス全開! 巨乳でHなパーソナル痴女トレーナー常駐の会員制ジム 鍛えた美BODYでギリギリまで焦らしてイカせてくれるジムへようこそ!（3月13日、BAZOOKA）共演:亜矢みつき、篠田ゆう、早川瑞希
- 研修期間中の女性校医による思春期の男子校生への検診事情（3月13日、ヒメゴト）他出演:美保結衣、望月あやか、如月夏希、真宮あや、水沢つぐみ、谷あづさ、紗東みお、倉木しおり、清音咲良
- 官能小説家と新卒美人編集者（3月19日、グローリークエスト）
- 『やだ〜最悪!濡れちゃった…』 『ウケる!下着透けてるんだけど!』 『自分もじゃん!!』 お姉ちゃんと女友達たちが酔っ払ってビショ濡れ下着スケスケ状態で我が家にやってきた!! 想像以上にエロ過ぎる酔っ払った彼女たちのセクシー過ぎるびしょ濡れ下着スケスケ姿にフル勃起!飲み会帰りの姉と姉の友達たちが帰宅途中、ゲリラ豪雨に遭遇!髪も服もびしょ濡れになってボクの家に来たのですが、お姉さんたちの下着がスケスケで超エロいんです!!しかもかなり飲んだらしく全員揃って酔っぱらいでその場で脱ごうとするわ、抱きついてくるわでもう大迷惑どころか大歓迎!!これは今晩何かが起きるぞとばかりにお姉さんたちにやたらと親切にしてあげるボク。酔って隙だらけなので、胸は押し当たるわパンチラしまくるわで最高なんです!!当然勃起してしまうと、それに気づいたお姉さんたちは酔ってエッチになったのか、ボクの勃起チ○ポをいやらしく触って来て自ら興奮しまくり!!部屋で!お風呂で!リビングで!また飲み直してそのまま廊下で!とにかく発射しては何度も何度も勃起させられて朝までヤリまくりました!!（3月19に日、Hunter）共演:雪美千夏、富井美帆、大浦真奈美、如月夏希
- 『私なんかでいいならエッチしてもいいよ!失敗して中に出しちゃってもいいから…あなたの初めてをいい思い出にして!』 ボクに突然出来た義母は若くて綺麗で超優しい!!ボクを本当の息子の様に可愛がってくれてメチャメチャ甘やかしてくれるんです!ボクが学校で『童貞!童貞!』と馬鹿にされて落ち込んでいる時なんかは…『元気出して私なんかでいいならエッチしてもいいよ!初めてなんだから私でいっぱい失敗していいから…。失敗して中に出しちゃってもいいから…』と言って優しくボクの初めての相手になってくれました!!当然、何回も失敗しちゃって何度も何度も中に出しちゃいました!!何度も何度も中出ししていたら、徐々に興奮してきた義母はボクの童貞チ○ポでも感じまくって本気イキ!その後も何度も何度もエッチしてくれるセフレになってくれました!（3月19日、Hunter）他出演:唯乃光、梨々花、大浦真奈美、通野未帆
- 目の錯覚?マンションの外にタオル一枚の美女!? 『えっ!?何でそんな格好?』『ごめんなさい…助けて下さい…』 彼氏に部屋を追い出されたタオル一枚女子とエロすぎる遭遇!! 毎日同じ事の繰り返し…そんな張りのない生活のボクがマンションの部屋を出た途端、目の覚める光景!なんとボクの目の前には裸にタオル一枚の美女が!助けを求められたのでボクの部屋に入れたのですが…!どうやら彼氏の浮気が原因で喧嘩になり、エッチ寸前で追い出された為すでに発情中!?ボクもタオルからはみ出たおっぱいやお尻が気になって勃起がおさまらない!すると勃起に気付いた女の子は息荒くチ○ポを求めてきて自ら挿入!?ボクもその気になって激しく腰を振りまくると、隣の部屋にいる彼氏に聞こえるほど喘ぎまくって何度もイキまくり!お互い溜まりに溜まった性欲をぶつけ合い、中出し連発してしまうほど夢中でエッチしてしまいました!!（3月19日、Hunter）他出演:早美れむ、星空もあ、高梨ゆあ、七海ゆあ
- 120%リアルガチ軟派伝説 vol.82 in 大阪（3月20日、プレステージ）※「えみり」名義　他出演:ともか、めい、ゆみこ、みく
- 密着しながら淫語で誘惑する痴女お姉さん（3月25日、デジタルアーク）
- どっくあまちゅあちゃんねる vol.6（3月27日、プレステージ）他出演:藤森里穂、清音咲良、弥生みづき
- 社長の息子のHな社会科見学 3 巨乳新人OLや美人秘書、セクシー部長を部下にして職権乱用のウハウハやりたい放題!（4月2日、グローリークエスト）共演:大浦真奈美、加藤あやの
- ゴムが破れているのに気づかずそのまま中出し! 超優しい清楚系家庭教師の先生とゴムを着けてセックスのはずが、ゴムが破れてそのまま中出し!そしたら淫乱女に豹変!童貞とバカにされて落ち込み勉強が身に入らないボクを家庭教師の先生が優しく慰めてくれる。先生は超美人でボクなんかではとても付き合えないような清楚な先生。勉強を教わっていても先生のエッチな体が気になって勉強できません。先生の優しさにつけ込んで脱童貞を先生にお願いするボク。必死に頼みなんとかエッチをさせてくれる先生。あまりの気持ちよさに、腰の動きが止まらず激しくピストンするとコンドームが破れた!しかし、気づかずボクはそのまま抜かずの連続発射!思わず中出しになってしまい怒られると思いきや、さっきまで余裕すらあった先生はどこへやら、いきなりチ○ポに貪りつきおねだり!そのまま豹変した先生と何度も何度も中出しセックスへ!（4月7日、Hunter）他出演:成沢きさき、唯乃光、通野未帆、大浦真奈美
- 汗だく淫乱義母がガニ股になってしまうほどの本気ピストンプレスで中出し強要!! 突然出来た義母は超エロくてまだまだ女現役!! 格好もエロくて胸の谷間が見えたりミニスカからはパンチラが見えたり毎日勃起しています!!まだまだヤリタイ盛りなのに父親が全く相手にしておらず2年近くセックスレス!我慢の限界に達した性欲モンスター義母はボクが勃起しているのに気づき、大興奮でボクの勃起チ○ポに貪りついてきた!!久しぶりのセックスで興奮しまくる義母は大量の汗をかきながら何度も何度も連続爆イキ!テンションが最高潮に達した義母は下品にガニ股になってしまう程の本気ピストンプレイでボクに何度も何度も中出しを求めてきました!!結局朝まで義母とエッチしちゃいました!!（4月7日、Hunter）他出演:成沢きさき、涼川えいみ、桃井れお、野々宮みさと
- 太腿ずりずり誘惑痴漢 下半身を密着させる連続射精で男を骨抜きにするムッチリ痴女（4月9日、ナチュラルハイ）他出演:松永さな、新垣智江
- ミスターミチル5周年記念専属女優オーディション Vol.3 全員パイパン編（4月9日、Mr.michiru）他出演:望月あやか、神野ひな
- 史上最高レベルにかわいい素人9名 完全撮り下ろし永久保存版! 奥までズッポリ絶倫ピストンディルドオナニー 2（4月10日、S級素人）他出演:西倉まより、浜崎みくる、沖乃麻友、野々原なずな、柊るい、七瀬ひな、水波ちあき、弥生みづき
- 勝手にまたがる騎乗位ピストン 種搾りディルドオナニー（4月15日、プリモ）他出演:岬あずさ、みひな、花宮レイ、新村あかり、川田みはる ほか
- 脱獄者（5月7日、アタッカーズ）
- 『ねぇ〜私たち気持ちいい??』酔っ払った女上司二人は性欲モンスター! 酔っ払って終電を逃した女上司二人と宅飲みしてたらまさかの神展開!!女上司二人に神尻W杭打ちピストン騎乗位されて何度も何度も朝まで中出し! 普段、口うるさい女上司二人とお酒を飲んでいたら飲み過ぎて終電を逃してしまいまだまだ説教したりないと、一番近いボクの家で飲みなおす事に!!断り切れず女上司と我が家で宅飲み!酔っ払っているからガードがゆるくパンスト越しにパンチラが見える!エロい!!エロ過ぎる!!しかも二人とも仕事仕事で1年近くセックスしていないらしく欲求不満で爆発寸前!!お酒も進み徐々にエロくなってゆく二人!!『二人ともこんなに色気あったっけ?』と思うくらいスケベな雰囲気に!と思った矢先いきなり二人がキス!当然それで終わることなくいやらしい目をボクに向けてきてエッチな3P展開に!神尻W杭打ちピストンで何度も何度も中出し強要!上司二人は『今度は私の番…』『次は私…』と言って休むことなく何度も朝まで求めるほどの性欲モンスター化!（5月7日、Hunter）他出演:大浦真奈美、紗々原ゆり、橘メアリー、宝田もなみ、星空もあ
- 上京して専門学校から徒歩5分のアパートに一人暮らし!しかし、そこにほぼ毎日誰かしらクラスの女子が泊まりに来る…。 2 初めての一人暮らしで悠々自適の生活!と思いきや夜になると「明日早いから、泊めて〜!」とクラスの女子がやって来るのです。ボクが手を出せない気弱な草食系男子だと分かっているので、安心して泊まりに来ては平気な顔をして超無防備な格好でそのまま寝ちゃうんです!胸チラやパンチラしている女子を目の前にしてムラムラするだけで手を出す勇気が無いボク…。生殺し状態で溜まった性欲を一人で抜くためにAVを見るのですが…。夢中でAVを見ていたらクラスメイト女子がいつの間にか起きていたのに全く気付かず!クラスメイト女子は何も言わず息を潜めじっとAVを鑑賞し興奮状態!さらにボクの勃起チ○ポを見てしまったクラスメイト女子は発情!突然チ○ポを咥えて来てボクを求めてくるのです!我慢していたボクもこうなったら我慢できません!何度も何度も朝まで発射してしまい、夢にまで見たセックス三昧な日々に…!?（5月7日、Hunter）他出演:稲場るか、川田みはる、笠木いちか、馬場のん ほか
- CA飛行機痴漢 6 豪華版 中出しスペシャル（5月8日、ナチュラルハイ）他出演:小梅えな、大浦真奈美、美園和花、黒崎みか
- 混浴温泉で乳首をしつこく刺激する乳吸い責めに欲情した女は湯しぶきが立つハードピストンの快感で中出しを拒めない 3（5月8日、ナチュラルハイ）他出演:明海こう、早川瑞希、黒川さりな
- 痴漢師に服の中で乳首をイジられ敏感すぎて抵抗できない美乳女 4 ピンク乳首SP（5月8日、ナチュラルハイ）他出演:大浦真奈美、成沢きさき、八乃つばさ
- ライダース女子は絶対エロいに違いないっ! 3 仕事がデキる気の強い美人キャリアウーマンに生中出し（5月15日、REAL）他出演:宝田もなみ、悠月リアナ、清音咲良
- アナタだけに奉仕する淫らなサービスが大人気な派遣型個人秘書（5月15日、BAZOOKA）他出演:篠田ゆう、早川瑞希、美咲かんな
- ガチナンパ! 大阪発! キスしただけでお口もマ○コもトロトロ! 涎とマン汁だだ漏れSEX 140イキ17発射!（5月15日、ナンパーズ）他出演:世良あさか、神野ひな、山口葉瑠、水咲結乃
- 新入女子社員美人(美乳)盗撮コンテスト 俺が入った会社は更衣室で着替える女子社員を盗撮しそれをネタに呼び出し、社内の男子の前で誰の裸が一番綺麗か極悪コンテストを開催して、最終的にじゃんけんでその女子社員を犯す権利を得るという、男の欲望全開のブラック企業です。いや!最高の会社です!!（5月21日、SOSORU×GARCON）他出演:川田みはる、雪美千夏

### VR
2016年
- 身体もフェラも順調にエロく成長中のうちの妹（12月23日、CASANOVA）

2017年
- おっとり巨乳姉の連続オナニーがギャップエロ（1月27日、CASANOVA）
- 見つめてしゃぶるWフェラ（3月26日、ブイワンVR）共演:栄川乃亜
- 激ハメ生中出し! 美マンにブチ込め!!（3月30日、ブイワンVR）
- 生中出しラブラブ同棲性活（4月7日、ブイワンVR）
- 連続昇天オナニー（4月12日、ブイワンVR）
- 下から見つめて! パンチラオナニー（11月12日、AVVR）
- 超密着型 性感スマタ手コキ!オイルエステ（12月8日、AVVR）

2018年
- 美少女ハーレムほろ酔い中出しFUCK（3月20日、AVVR）共演:宮沢ゆかり、星咲伶美

2019年
- 「はぁ?私やってないけど…証拠あんの?見た目で判断しないでくれる?」と強気からの「ごめんなさい…。何でもするから親と学校には言わないでください…」 スーパーで万引きをした女子○生があまりにも強気な態度で反抗してきたけど、女性万引きGメンと店長である私が執拗にボディチェックしたら、万引きした商品が出てきて…（12月10日、お夜食カンパニー）共演:如月夏希

2020年
- 闇営業の回春中出しエステ 「お店には内緒ですよ…?」 美人エステティシャンの卑猥なお誘いに戸惑いながらも全身舐め上げられてフル勃起!ズブリと生挿入されて我慢できずに濃厚中出し!! 担当:はるな（1月10日、ホットエンターテイメント）
- 闇営業の回春中出しエステ 「お店には内緒ですよ…?」 美人エステティシャンの卑猥なお誘いに戸惑いながらも全身舐め上げられてフル勃起!ズブリと生挿入されて我慢できずに濃厚中出し!! 担当:はるな、るる（1月10日、ホットエンターテイメント）共演:葉山るる
- 下着メーカーに就職したら、男はボク1人でまわりはスタイル抜群の巨乳女子社員だらけ!VR（1月21日、Hunter）共演:成沢きさき、大浦真奈美、通野未帆、葉山りん
- 金と酒で即ハメOK! 港区ギャラ飲みリアル大乱交SPECIAL ハイスペック現役女子大生5人がボクに群がる夢体験VR!!（2月3日、変態紳士倶楽部）共演:手島くるみ、河北恵美、葉月もえ、松浦沙耶
- 顔面偏差値80以上!! ハーレムシェアハウスSP!（3月25日、KMPVR-彩-）共演:奏音かのん、葉月もえ
- 可愛さと色っぽさが同居してて肉感ボディと色白美肌と薄ピンク乳首とぽってりした唇が最高な彼女との【生ハメ】イチャラブ性交 上手いベロキスと合掌乳首吸いと密着対面座位と覆いかぶさり騎乗位と指シャブらせバックと超・覆いかぶさり正常位【中出し】（3月28日、アリスJAPAN）
- エロ行為完全禁止!! 男性専用エステサロンで巨乳を押し付けながら誘惑してくる超密着快感エステVR!!（4月4日、KMPVR）
- 彼女と一緒に行ったエステで隣で施術を受けている彼女がエステティシャンにNTRされていた！しかもそれを見てしまったボクもエステティシャンにNTRされてしまい、まさかのカップル同時NTR!（4月17日、Hunter）共演:真宮あや、美園和花

## テレビ
- 絶対に感じてはいけない入社式生中継〜パラダイステレビ新人女子アナが悶絶しまくり!〜（2020年4月2日、パラダイステレビ）[9]

## 書籍

### 雑誌
- 週刊プレイボーイ 2016年10月24日号（集英社） - グラビア「内撮51人間。」
- 週刊大衆 2017年12月18日号（双葉社） - 袋とじ「男の憧れ!「逆ナンパSEX」ハレンチ写真」